# متحف مجلس قيادة الثورة
متحف مجلس قيادة الثورة هو متحف يقع على ضفاف نهر النيل بمدينة القاهرة، مصر. تم بناء مبنى المتحف في الأصل بأمر من قبل فاروق الأول في 1949 ليكون مقرًا مخصصا لاستراحة الملك ومرسى لليخوت الملكية، على الطراز المعمارى اليونانى على مساحة 3200 متر مربع، وبلغت تكلفته آنذاك 118 ألف جنيه، واستمر بناؤه ثلاث سنوات كاملة، لينتهى منه عام 1951، ولم يمر سوى عام واحد، حتى تحول المبنى، ليصبح مقرا لمجلس قيادة ثورة 23 يوليو.
وفى عام 1996 أصدر الرئيس الأسبق حسنى مبارك، قرارًا بتحويل مبنى مجلس قيادة ثورة 23 يوليو إلى متحف يضم مقتنيات زعمائها، ليسند إلى وزارة الثقافة، وقطاع الفنون التشكيلية، مهمة إعداده وترميمه، ولم يبدأ العمل فيه فعليًا حتى عام 2009، حين أصدرت الحكومة قرارًا بضم المبنى للآثار الإسلامية، وتسليمه لشركة المقاولون العرب، للبدء فعليًا في تحويله إلى متحف تاريخى يوثق أحداث ثورة يوليو 1952.

## مقتنيات المتحف
بلغ عدد مقتنيات المتحف 1186 قطعة ومن أهم تلك المقتنيات: الميكرفون الذي أذاع منه الرئيس السادات بيان الثورة، وأول علم رفع على أرض سيناء بعد العبور في عام 1973، والعديد من الصور للرئيس جمال عبد الناصر مع زعماء العالم، وكذلك صور للرئيس أنور السادات، ومجموعة من التماثيل النصفية للرئيسين جمال عبد الناصر والسادات، ومجموعة من الهدايا المقدمة للرئيس السادات في مناسبات مختلفة، ومجموعة من طوابع البريد التذكارية الصادرة في المدة من 1952 إلى 1960 بمناسبة أعياد الثورة، والعديد من الوثائق الخاصة بأحداث الثورة وزعمائها.